# Vaccinium madagascariense
Vaccinium madagascariense är en ljungväxtart som först beskrevs av Thou. och Jean Louis Marie Poiret, och fick sitt nu gällande namn av Herman Otto Sleumer. Vaccinium madagascariense ingår i Blåbärssläktet, och familjen ljungväxter. Inga underarter finns listade i Catalogue of Life.